# Mahamane Sani Mahamadou

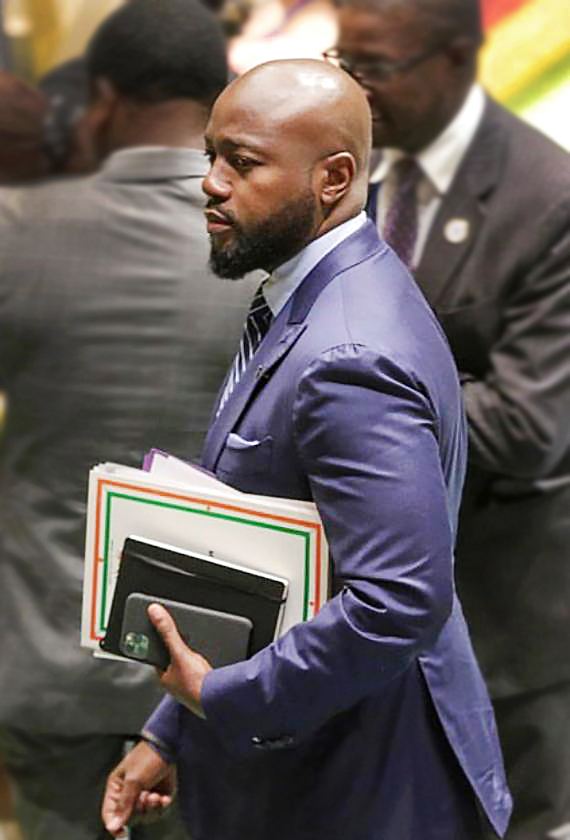
Mahamane Sani Issoufou Mahamadou (2019)

Mahamane Sani Mahamadou, genannt auch Sani Issoufou Mahamadou oder Abba Issoufou Mahamadou (* 7. April 1983 in Niamey, Niger), ist ein nigrischer Politiker (PNDS Tarayya). Von April 2021 bis Juli 2023 war er Minister des Niger für Erdöl, Energie und erneuerbare Energien. In der Folge einer Umbildung des Ministeriums wurde er am 23. April 2022 zusätzlich Minister für Erdöl. Er ist der Sohn von Mahamadou Issoufou, dem ehemaligen Präsidenten Nigers von 2011 bis 2021.
Mahamane Sani Mahamadou erhielt in den Vereinigten Staaten an der Purdue University (Indiana) einen Bachelor in Informatik. Im Vereinigten Königreich studierte er an der Universität Birmingham und erhielt dort einen Master in Politik, Wirtschaft und internationalem Handel. Seine Studien schloss er in den USA, Cambridge, Massachusetts in den Vereinigten Staaten an Harvard Kennedy School – John F. Kennedy School of Government (HKS) im Jahr 2015 mit einem Master in öffentlicher Verwaltung ab.
Er ist der zweite Nigrer mit einem Abschluss in Harvard.
Seine politische Karriere begann 2011. Während der Präsidentschafts- und Parlamentswahlen engagierte er sich im Wahlkampfteam der Nigrischen Partei für Demokratie und Sozialismus (PNDS Tarayya). Anschließend trug er die Verantwortung für neue Technologien und Kommunikation. 2016 wurde er Sonderberater des nigrischen Präsidenten Mahamadou Issoufou (seines Vaters) für Informations- und Kommunikationstechnik und Kulturrenaissance.
Laut Einschätzung des Magazins Forbes Afrique und dem Institut Choiseul for International Politics and Geoeconomics in Paris gehört Mahamadou zu den aussichtsreichsten Wirtschaftsführern unter 40 Jahren in Afrika.
Laut The Guardian hat Mahamadou mit seiner Berufung 2021 zum Minister seinen Fokus verstärkt auf den aufstrebenden Ölsektor Nigers und deren Infrastrukturentwicklungen gerichtet. Priorität wurde einer rund 2000 km langen und 4,5 Milliarden US-Dollar teuren Rohölpipeline eingeräumt – die das erdölreiche Agadem-Rift-Becken im Südosten Nigers mit der beninischen Küste verbindet – mit dem Ziel, ab 2023 die inländische Produktion um das Fünffache zu steigern.
Seit dem Militärputsch in Niger 2023 ab dem 26. Juli, die eine Krise im Niger auslöste, gehört er zu den rund 180 Regierungs- und Parteimitgliedern, die verhaftet wurden. Er wird in seinem Wohnhaus festgesetzt und überwacht.